# Manpuku-ji
Ōbaku-san Manpuku-ji (黄檗山萬福寺?) Es un templo localizado en Uji, Kyoto. Es el templo principal de la escuela Ōbaku de zen budismo, nombrado después de Wanfu Templo en Fujian, China. La montaña fue nombrada luego con el mismo nombre como Monte Huangbo (黄檗山), donde el templo está situado.

## Historia
El templo fue fundado en el año 1661 por el monje chino Yinyuan Longqi (Ingen) y su discípulo Muyan.
En 1664, el control del templo fue transferido a Muyan, después de muchos monjes chinos haber seguido como abad. Sólo a partir del décimo cuarto los abades pasaron a ser japoneses.
Yinyuan Longqi (Ingen) falleció en 21 de mayo de 1673.
El arte de Senchadō es estrechamente ligado al templo debido a su fundador.

## Arquitectura

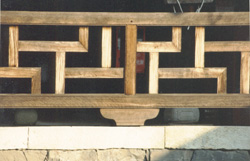
Balustrades de estilo simple

El arreglo de los edificios sigue el estilo arquitectónico Ming, representando la imagen de un dragón.

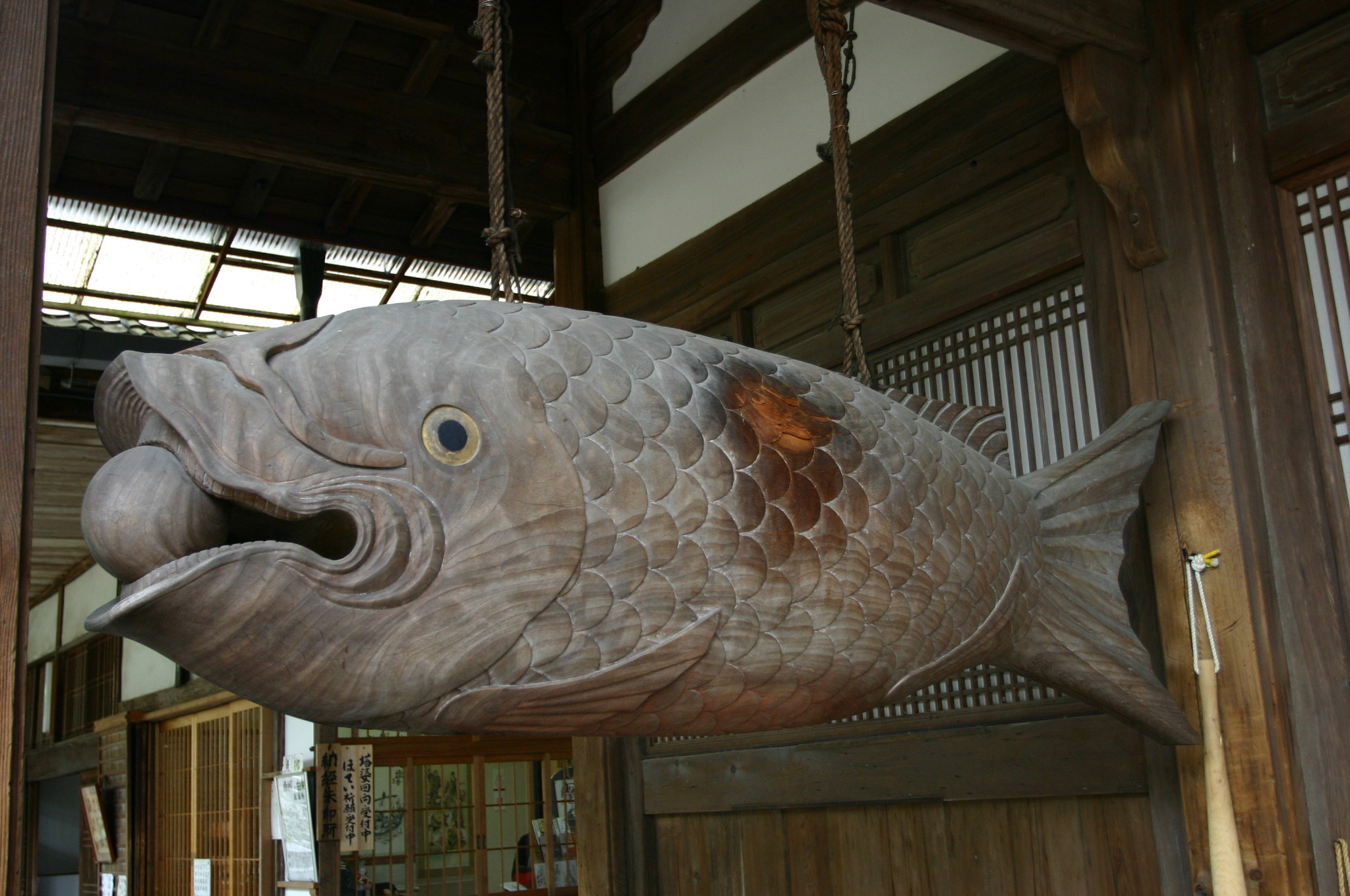
Gyoban (Tablero de pez)

El templo tiene un gyoban ejemplar (tabla de pez, utilizada para calcular las horas).

## Arte
El arreglo de los edificios sigue el estilo arquitectónico Ming, representando la imagen de un dragón. La principal estatua de este templo es un Gautama Buda sentado. También pueden ser vistas esculturas por el escultor chino Han Do Sei.